# Перейра да Силва, Луис Робсон
Луи́с Ро́бсон Пере́йра да Си́лва (порт. Luis Robson Pereira da Silva; 21 сентября 1974 года, Волта-Редонда, Рио-де-Жанейро), более известный как просто Ро́бсон (порт. Robson) — бразильский футболист, выступавший на позиции нападающего. Первый и один из наиболее успешных игроков из дальнего зарубежья в московском «Спартаке». В Бразилии выступал в командах «Мацубара», «Сорризу», «Можи-Мирин», «Парагуасуенсе», «Гояс» и «Коринтианс», затем играл в португальской «Лейрии».
Появился в «Спартаке» летом 1997 года, отметился в первом сезоне важным голом в матче с «Аланией», но в целом поначалу играл не очень удачно; в дальнейшем выступал, улучшая показатели от сезона к сезону.
В московском «Спартаке» Робсон выступал под номерами 24, 10 и 7.
Пятикратный чемпион России по футболу. По итогам чемпионата России по футболу 2000 года вошёл в список «33 лучших» (№ 2). В том же году забил ряд мячей в Лиге чемпионов, включая гол лондонскому «Арсеналу» в московском матче в ноябре, образовав бразильский тандем с нападающим Маркао («Спартак» вышел во второй этап Лиги).
В 2001 году стал одним из лучших бомбардиров во внутреннем первенстве (11 голов), вновь забил в Лиге чемпионов, на сей раз неудачной для команды. Затем покинул команду и Россию, выступал в японском «Консадоле Саппоро», французском «Лорьяне», после чего вернулся в Бразилию в клуб «Марилия». Закончил профессиональную карьеру в 2007 году в одной из команд Китая. Впоследствии Робсон стал заниматься агентской и скаутской деятельностью.
В России Робсон имел прозвища «Роба» и «Максимка» (в честь негритёнка — персонажа морских рассказов К. М. Станюковича и фильма).
Свободно владеет русским языком.

## Биография

### «Спартак» (Москва)
2 октября 1999 года стал первым в истории футболистом не из стран бывшего СССР, забившим три мяча в одном матче чемпионата России. Робсон сделал хет-трик в ворота «Жемчужины» (7:3). 4 июля 2000 года сделал второй хет-трик в составе «Спартака», трижды забив в ворота «Торпедо» (4:2).

### Карьера в Японии
Покинув Россию, Робсон оказался в японском «Консадоле Саппоро». В этом клубе Робсон провёл всего полгода, бразилец выступал под девятым номером. Ему было довольно сложно адаптироваться в новом клубе, помимо него в команде был ещё один бразильский новичок — защитник Макс Сандро, ранее выступавший за «Коритибу». Однако главный тренер Тецуйи Хасиратани не особенно жаловал легионеров.
Робсон дебютировал в составе клуба 3 марта в матче первого тура Джей-лиги против «Санфречче Хиросима», в котором его клуб потерпел крупное поражение 5:1. Менее двух недель спустя, 17 марта, в игре с «Джубило Ивата» Робсон заработал своё первое удаление в Джей-лиги, получив две жёлтые карточки. Без него команда в следующем 4-м туре смогла одержать первую победу в чемпионате, обыграв в гостях «Нагоя Грампус Эйт» со счётом 0:3.
Отбыв дисквалификацию, Робсон был заявлен на матч 5-го тура с «Касива Рейсол» в качестве запасного игрока. На поле бразилец вышел в начале второго тайма, заменив нападающего Такафуми Огуру. Однако Робсон не смог изменить ход встречи, и «Консадоле Саппоро» потерпел своё четвёртое поражение в сезоне, уступив в гостях 4:1. Но уже в следующей игре, состоявшейся 13 апреля против «Киото Пёрпл Санга», Хасиратани вернул Робсона в стартовый состав. Однако матч для бразильского форварда сложился крайне неудачно, вскоре после начала второго тайма он был вынужден покинуть поле из-за травмы колена. Вскоре Робсон отправился в Бразилию, где ему была сделана артроскопическая операция, после которой он восстановился лишь летом.

### Последние годы карьеры
Летом того же года Робсон вернулся домой в Бразилию. В начале августе он откликнулся на предложение от клуба «Марилия», выступающего в первенстве штата Сан-Паулу и серии В чемпионата страны. Сначала у него возникли небольшие проблемы с документами, но затем они были решены.

## Личная жизнь
Женат. Супруга — Алзенир. Есть сын Жонатан, родившийся 18 декабря 2002 года и дочь Алина.
Завершив карьеру игрока, Луис открыл мясной магазин.

## Достижения
Спартак
- Чемпион России (5): 1997, 1998, 1999, 2000, 2001
- Обладатель Кубка России (1): 1997/98

## Статистика выступлений
| Клуб              | Сезон            | Лига | Лига | Кубок | Кубок | Кубок лиги | Кубок лиги | Европейские кубки | Европейские кубки | Итого | Итого |
| Клуб              | Сезон            | Игры | Голы | Игры  | Голы  | Игры       | Голы       | Игры              | Голы              | Игры  | Голы  |
| ----------------- | ---------------- | ---- | ---- | ----- | ----- | ---------- | ---------- | ----------------- | ----------------- | ----- | ----- |
| Коринтианс        | 1996             | 16   | 2    | 2     | 0     | —          | —          | —                 | —                 | 18    | 2     |
| Коринтианс        | Итого            | 16   | 2    | 2     | 0     | —          | —          | —                 | —                 | 18    | 2     |
| Униан Лейрия      | 1996/97          | 3    | 0    | 0     | 0     | —          | —          | —                 | —                 | 3     | 0     |
| Униан Лейрия      | Итого            | 3    | 0    | 0     | 0     | —          | —          | —                 | —                 | 3     | 0     |
| Спартак           | 1997             | 10   | 1    | 1     | 0     | —          | —          | 6                 | 0                 | 17    | 1     |
| Спартак           | 1998             | 20   | 3    | 0     | 0     | —          | —          | 8                 | 2                 | 28    | 5     |
| Спартак           | 1999             | 20   | 7    | 0     | 0     | —          | —          | 7                 | 1                 | 27    | 8     |
| Спартак           | 2000             | 24   | 10   | 4     | 2     | —          | —          | 8                 | 2                 | 36    | 14    |
| Спартак           | 2001             | 28   | 11   | 2     | 0     | —          | —          | 10                | 2                 | 40    | 13    |
| Спартак           | Итого            | 102  | 32   | 7     | 2     | —          | —          | 39                | 7                 | 148   | 41    |
| Консадоле Саппоро | 2002             | 5    | 0    | —     | —     | 0          | 0          | —                 | —                 | 5     | 0     |
| Консадоле Саппоро | Итого            | 5    | 0    | —     | —     | 0          | 0          | —                 | —                 | 5     | 0     |
| Лорьян            | 2002/03          | 18   | 4    | 3     | 0     | 1          | 0          | 2                 | 0                 | 24    | 4     |
| Лорьян            | 2003/04          | 28   | 7    | 0     | 0     | 1          | 0          | —                 | —                 | 29    | 7     |
| Лорьян            | 2004/05          | 24   | 5    | 0     | 0     | 1          | 0          | —                 | —                 | 25    | 5     |
| Лорьян            | Итого            | 70   | 16   | 3     | 0     | 3          | 0          | 2                 | 0                 | 78    | 16    |
| Марилия           | 2005             | 6    | 2    | —     | —     | —          | —          | —                 | —                 | 6     | 2     |
| Марилия           | Итого            | 6    | 2    | —     | —     | —          | —          | —                 | —                 | 6     | 2     |
| Всего за карьеру  | Всего за карьеру | _    | _    | _     | _     | _          | _          | _                 | _                 | _     | _     |